# 253 (număr)
253 (două sute cincizeci și trei) este numărul natural care urmează după 252 și precede pe 254 într-un șir crescător de numere naturale.

## În matematică
253:
- Este un număr impar.
- Este un număr deficient.[1][2]
- Este un număr semiprim.[3][4]
- Este un număr Blum[5][6] deoarece divizorii săi sunt numere prime gaussiene.
- Este un număr briliant.[7][8] deoarece este un produs de numere prime având același număr de cifre.
- Este un număr triunghiular.[9][10]
- Este un număr centrat heptagonal.[11][12]
- Este un număr centrat nonagonal (eneagonal).[13][14]
- Este un număr centrat dodecagonal.[15][16]
- Este un număr stelat.[17]

## În știință

### În astronomie
- Obiectul NGC 253 din New General Catalogue este o galaxie spirală cu o magnitudine 7,3 în constelația Sculptorul.
- 253 Mathilde este un asteroid din centura principală.
- 253P/PANSTARRS este o cometă periodică din sistemul nostru solar.